# Catechesi tradendae
Catechesi tradendae ist ein Apostolisches Schreiben von Papst Johannes Paul II. Dieses nachsynodale Schreiben vom 16. Oktober 1979 fasst, mit dem Untertitel Über die Katechese in unserer Zeit, die Ergebnisse der 4. Ordentlichen Generalversammlung (30. September bis 29. Oktober 1977) der Bischofssynode in Rom zusammen. Die Arbeitsergebnisse dieser Synode basieren auf den Dokumenten des Zweiten Vatikanischen Konzils und richten sich nach den Empfehlungen der konziliaren Kommissionen.

In der Einleitung verweist der Verfasser auf die Bedeutung der Katechese und erwähnt den letzten Auftrag, den Jesus Christus seinen Jüngern gab. Dieser lautete: 

„Geht darum hin und macht alle Völker zu Jüngern, indem ihr sie tauft auf den Namen des Vaters und des Sohnes und des Heiligen Geistes und sie lehrt, alles zu halten, was ich euch aufgetragen habe… (Mt 28,19-20 )“

Mit diesem Hinweis ist die Anweisung verbunden, dass zu jeder Unterrichtung die Missio canonica erteilt sein muss.
Das nachsynodale Schreiben besteht aus drei Hauptabschnitten, in denen Johannes Paul II. an das hohe Ansehen der Katechese erinnert. Er hebt hervor, dass sich seine Vorgänger immer sehr besorgt um diese  pastorale Aufgabe bemüht hätten. Besonders erwähnt er Papst Paul VI., der mit seinen Predigten und den Umsetzungen der Beratungsbeschlüsse des Zweiten Vatikanischen Konzils besonders für den „Katechismus in modernen Zeiten“ eingetreten war.
Der Papst erinnert daran, dass Paul VI. überaus aktiv zur Aufarbeitung aller Fragen der Katechese beigetragen habe. So habe er am 18. März 1971 die Genehmigung zu einem allgemeinen Katecheseverzeichnis erteilt, er gründete 1975 den Internationalen Rat für Katechese, und eröffnete am 25. September 1971 den Internationalen Katechesekongress. Paul VI. habe in seinem Apostolischen Schreiben Evangelii nuntiandi („Über die Evangelisierung“) die Wichtigkeit der Katechese für die Erziehung der Kinder und jungen Leute unterstrichen. Letztlich habe er die 4. Ordentliche Bischofssynode der „Katechese in unserer Zeit“ gewidmet, an der er (Johannes Paul II.) habe teilnehmen dürfen.
Johannes Paul II. bedankt sich in seinem Schreiben für die fruchtbare Zusammenarbeit, die Synode habe in einer guten Atmosphäre stattgefunden. Am Ende der Versammlung hätten die Teilnehmer ein umfangreiches Dokument mit vielen und guten Anregungen, Vorschlägen und Gedanken vorgelegt.
Sein apostolisches Schreiben nennt der Papst auch Exhortatio und beschreibt den Zweck seiner Ermahnung, indem er das widerspiegelte, was bereits Paul VI. vorbereitend im Verlauf der Bischofsversammlung deutlich gemacht hatte. Er, so schreibt Johannes Paul II., stehe nun in der Verantwortung der beiden Konzilsväter Johannes XXIII. und Paul VI. und er sehe es ebenfalls als seine Pflicht an, diese apostolische Aufgabe, die eine zentrale Sorge der Seelsorger sei, zu erfüllen. Er bringt als Ermutigung seinen Wunsch zum Ausdruck, dass dieses Schreiben der gesamten Kirche zur Festigkeit des Glaubens dienen solle und zu frischer Kraft und Wachsamkeit in den Gemeinden führen soll.
„Es gibt nur einen Lehrer und dieser ist Jesus Christus“ ist die Kernaussage des apostolischen Schreibens und soll verdeutlichen, dass die Gemeinschaft der Gläubigen immer mit der Person Christus verbunden ist. Der wesentliche Gegenstand der Katechese ist die Hinführung auf die eine und rätselhafte Person Jesus Christus. Es geht um die Vermittlung, das Handeln und die Worte Jesu Christi zu erklären und es soll die Gläubigen dazu führen, das Leben Jesus Christus in der Heiligen Dreieinigkeit zu erkennen. Dieser Lehrer sei aber keine abstrakte Person, sondern der Jesus Christus, der mit dem Lehren begann und dessen Lehre, durch sein Leben, als Ganzes verstanden werden muss.
Das Schreiben ist das erste kirchenamtliche Dokument, das den für die Theologie der folgenden Zeit zentralen Begriff der Inkulturation aufgreift (noch in der Alternative Akkulturation oder Inkulturation), den der Generalobere der Jesuiten, P. Pedro Arrupe in die Bischofssynode eingebracht hatte.